# Mikkel Thygesen
Mikkel Thygesen (Kopenhagen, 22 oktober 1984) is een Deens voormalig voetballer die doorgaans speelde als middenvelder. Tussen 2002 en 2019 speelde hij voor BK Frem, FC Midtjylland, Borussia Mönchengladbach, opnieuw FC Midtjylland, Brøndby IF, Hobro IK, Randers FC en FC Roskilde. Thygesen maakte in 2006 zijn debuut in het Deens voetbalelftal en kwam uiteindelijk tot drie interlands.

## Carrière
Thygesen begon zijn carrière bij de jeugdopleidingen van Greve Fodbold en Brøndby IF, voordat hij in het seizoen 2002/03 zijn professionele debuut maakte voor BK Frem. Mede door hem promoveerde Frem naar de Superligaen. Hij speelde tijdens het eerste seizoen op het hoogste niveau dertig wedstrijden, waarin hij vijf maal het doel vond. Dit was echter niet genoeg om degradatie te voorkomen. Hij tekende in de zomer van 2004 voor FC Midtjylland, om in de Superligaen actief te kunnen blijven. Hij maakte als invaller voor Sebastian Svärd ook zijn debuut voor het Deens voetbalelftal onder 21. In dat duel scoorde hij ook. Hij nam met Denemarken –21 deel aan de EK-eindronde 2006 in Portugal, waar de ploeg van bondscoach Flemming Serritslev werd uitgeschakeld in de eerste ronde. Thygesen was door Midtjylland gekocht als vleugelaanvaller, maar reveleerde als centrale middenvelder, een rol waarin hij zeven keer scoorde in een half seizoen. Bondscoach Morten Olsen beloonde hem met een debuut voor het nationale elftal, door tegen Tsjechië Christian Poulsen te mogen vervangen.
Op 9 januari 2007 werd hij verkocht aan het Duitse Borussia Mönchengladbach. Op 27 januari debuteerde hij tegen Energie Cottbus. Hij speelde twee duels onder coach Jupp Heynckes, maar na zijn ontslag wist Thygesen zich niet meer in het elftal te vechten. Jos Luhukay, de vervanger van Heynckes, liet de Deen vaak buiten de selectie. Van de resterende vijftien duels speelde hij er drie. Na de degradatie aan het einde van het seizoen verkaste hij opnieuw naar FC Midtjylland om zijn club te helpen in de UEFA Cup. Op 1 juni 2011 tekende Thygesen een contract bij Brøndby IF. In februari 2015 verkaste hij naar Hobro IK en in juli van dat jaar naar Randers FC. Hier bleef hij niet lang, want een ruime maand na zijn komst vertrok hij weer naar FC Roskilde. In de zomer van 2019 besloot Thygesen een punt te zetten achter zijn actieve loopbaan.